# Богданці (община)
Община Богданці (мак. Општина Богданци) — община в Північній Македонії. Адміністративний центр — місто Богданці. Розташована на південному сході  Македонії, Південно-Східний статистично-економічний регіон, з населенням 8 707 мешканців, які проживають на площі — 114,54 км².